# 24 Heures de Daytona 2016
Navigation
Édition précédente Édition suivante
Les 24 Heures de Daytona 2016 (Rolex 24 At Daytona 2016), disputées les 30 janvier 2016 et 31 janvier 2016 sur le Daytona International Speedway, sont la cinquante-quatrième édition de cette épreuve, la cinquantième sur un format de vingt-quatre heures, et la première manche du WeatherTech SportsCar Championship 2016. Elle est remportée par la Ligier JS P2-HPD no 2 de l'écurie Extreme Speed Motorsports.

## Classement de la course
Classement à l'issue de la course (vainqueurs de catégorie en gras),, :
| Pos. | Catégorie | N°  | Écurie                       | Pilotes                                                                       | Châssis/Moteur               | Pneus | Tours | Temps                |
| ---- | --------- | --- | ---------------------------- | ----------------------------------------------------------------------------- | ---------------------------- | ----- | ----- | -------------------- |
| 1    | P         | 2   | Tequila Patrón ESM           | Scott Sharp Ed Brown Johannes van Overbeek Pipo Derani                        | Ligier JS P2                 | C     | 736   | 24 h 00 min 34 s 607 |
| 1    | P         | 2   | Tequila Patrón ESM           | Scott Sharp Ed Brown Johannes van Overbeek Pipo Derani                        | Honda HR35TT 3.5 Turbo V6    | C     | 736   | 24 h 00 min 34 s 607 |
| 2    | P         | 10  | Wayne Taylor Racing          | Ricky Taylor Jordan Taylor Max Angelelli Rubens Barrichello                   | Chevrolet Corvette DP        | C     | 736   | + 26 s 166           |
| 2    | P         | 10  | Wayne Taylor Racing          | Ricky Taylor Jordan Taylor Max Angelelli Rubens Barrichello                   | Chevrolet LS9 5,5 L V8       | C     | 736   | + 26 s 166           |
| 3    | P         | 90  | VisitFlorida.com Racing      | Ryan Dalziel Marc Goossens Ryan Hunter-Reay                                   | Chevrolet Corvette DP        | C     | 736   | + 1 min 27 s 276     |
| 3    | P         | 90  | VisitFlorida.com Racing      | Ryan Dalziel Marc Goossens Ryan Hunter-Reay                                   | Chevrolet LS9 5,5 L V8       | C     | 736   | + 1 min 27 s 276     |
| 4    | P         | 5   | Action Express Racing        | Christian Fittipaldi João Barbosa Filipe Albuquerque Scott Pruett             | Chevrolet Corvette DP        | C     | 731   | + 5 tours            |
| 4    | P         | 5   | Action Express Racing        | Christian Fittipaldi João Barbosa Filipe Albuquerque Scott Pruett             | Chevrolet LS9 5,5 L V8       | C     | 731   | + 5 tours            |
| 5    | P         | 01  | Ford Chip Ganassi Racing     | Lance Stroll Alexander Wurz Brendon Hartley Andy Priaulx                      | Riley MkXXVI                 | C     | 725   | + 11 tours           |
| 5    | P         | 01  | Ford Chip Ganassi Racing     | Lance Stroll Alexander Wurz Brendon Hartley Andy Priaulx                      | Ford EcoBoost 3,5 L Turbo V6 | C     | 725   | + 11 tours           |
| 6    | P         | 31  | Action Express Racing        | Dane Cameron Eric Curran Simon Pagenaud Jonathan Adam                         | Chevrolet Corvette DP        | C     | 724   | + 12 tours           |
| 6    | P         | 31  | Action Express Racing        | Dane Cameron Eric Curran Simon Pagenaud Jonathan Adam                         | Chevrolet LS9 5,5 L V8       | C     | 724   | + 12 tours           |
| 7    | GTLM      | 4   | Corvette Racing              | Oliver Gavin Tommy Milner Marcel Fässler                                      | Chevrolet Corvette C7.R      | M     | 722   | + 14 tours           |
| 7    | GTLM      | 4   | Corvette Racing              | Oliver Gavin Tommy Milner Marcel Fässler                                      | Chevrolet LT5.5 5,5 L V8     | M     | 722   | + 14 tours           |
| 8    | GTLM      | 3   | Corvette Racing              | Antonio García Jan Magnussen Mike Rockenfeller                                | Chevrolet Corvette C7.R      | M     | 722   | + 14 tours           |
| 8    | GTLM      | 3   | Corvette Racing              | Antonio García Jan Magnussen Mike Rockenfeller                                | Chevrolet LT5.5 5 L V8       | M     | 722   | + 14 tours           |
| 9    | GTLM      | 912 | Porsche North America        | Earl Bamber Frédéric Makowiecki Michael Christensen                           | Porsche 911 RSR (991)        | M     | 722   | + 14 tours           |
| 9    | GTLM      | 912 | Porsche North America        | Earl Bamber Frédéric Makowiecki Michael Christensen                           | Porsche 4,0 L Flat-6         | M     | 722   | + 14 tours           |
| 10   | GTLM      | 68  | Scuderia Corsa               | Alessandro Pier Guidi Alexandre Prémat Daniel Serra Memo Rojas                | Ferrari 488 GTE              | M     | 721   | + 15 tours           |
| 10   | GTLM      | 68  | Scuderia Corsa               | Alessandro Pier Guidi Alexandre Prémat Daniel Serra Memo Rojas                | Ferrari F154 CB 3,9 L V8     | M     | 721   | + 15 tours           |
| 11   | GTLM      | 25  | BMW Team RLL                 | Bill Auberlen Dirk Werner Augusto Farfus Bruno Spengler                       | BMW M6 GTLM                  | M     | 721   | + 15 tours           |
| 11   | GTLM      | 25  | BMW Team RLL                 | Bill Auberlen Dirk Werner Augusto Farfus Bruno Spengler                       | BMW 4,4 L Turbo V8           | M     | 721   | + 15 tours           |
| 12   | GTLM      | 62  | Risi Competizione            | Giancarlo Fisichella Toni Vilander Davide Rigon Olivier Beretta               | Ferrari 488 GTE              | M     | 709   | + 27 tours           |
| 12   | GTLM      | 62  | Risi Competizione            | Giancarlo Fisichella Toni Vilander Davide Rigon Olivier Beretta               | Ferrari F154 CB 3,9 L V8     | M     | 709   | + 27 tours           |
| 13   | P         | 02  | Ford Chip Ganassi Racing     | Scott Dixon Tony Kanaan Jamie McMurray Kyle Larson                            | Riley MkXXVI                 | C     | 708   | + 28 tours           |
| 13   | P         | 02  | Ford Chip Ganassi Racing     | Scott Dixon Tony Kanaan Jamie McMurray Kyle Larson                            | Ford EcoBoost 3,5 L Turbo V6 | C     | 708   | + 28 tours           |
| 14   | GTD       | 44  | Magnus Racing                | John Potter Andy Lally Marco Seefried René Rast                               | Audi R8 LMS GT3              | C     | 703   | + 33 tours           |
| 14   | GTD       | 44  | Magnus Racing                | John Potter Andy Lally Marco Seefried René Rast                               | Audi 5,0 L V10               | C     | 703   | + 33 tours           |
| 15   | GTD       | 540 | Black Swan Racing            | Tim Pappas Nick Catsburg Patrick Long Andy Pilgrim                            | Porsche 911 GT3 R (991)      | C     | 703   | + 33 tours           |
| 15   | GTD       | 540 | Black Swan Racing            | Tim Pappas Nick Catsburg Patrick Long Andy Pilgrim                            | Porsche 4,0 L Flat 6         | C     | 703   | + 33 tours           |
| 16   | GTD       | 93  | Riley Motorsports            | Ben Keating Jeff Mosing Damien Faulkner Gar Robinson Eric Foss                | Dodge Viper GT3-R            | C     | 703   | +33 tours            |
| 16   | GTD       | 93  | Riley Motorsports            | Ben Keating Jeff Mosing Damien Faulkner Gar Robinson Eric Foss                | Viper 8,4 L V10              | C     | 703   | +33 tours            |
| 17   | GTD       | 98  | Aston Martin Racing          | Paul Dalla Lana Pedro Lamy Mathias Lauda Richie Stanaway                      | Aston Martin Vantage GT3     | C     | 702   | + 34 tours           |
| 17   | GTD       | 98  | Aston Martin Racing          | Paul Dalla Lana Pedro Lamy Mathias Lauda Richie Stanaway                      | Aston Martin 6,0 L V12       | C     | 702   | + 34 tours           |
| 18   | PC        | 85  | JDC Miller Motorsports       | Chris Miller Misha Goikhberg Stephen Simpson Kenton Koch                      | Oreca FLM09                  | C     | 702   | + 34 tours           |
| 18   | PC        | 85  | JDC Miller Motorsports       | Chris Miller Misha Goikhberg Stephen Simpson Kenton Koch                      | Chevrolet 6,2 L V8           | C     | 702   | + 34 tours           |
| 19   | GTD       | 97  | Turner Motorsport            | Michael Marsal Markus Palttala Maxime Martin Jesse Krohn                      | BMW M6 GT3                   | C     | 701   | + 35 tours           |
| 19   | GTD       | 97  | Turner Motorsport            | Michael Marsal Markus Palttala Maxime Martin Jesse Krohn                      | BMW 4,4 L Turbo V8           | C     | 701   | + 35 tours           |
| 20   | GTD       | 63  | Scuderia Corsa               | Christina Nielsen Alessandro Balzan Jeff Segal Robert Renauer                 | Ferrari 458 Italia GT3       | C     | 701   | + 35 tours           |
| 20   | GTD       | 63  | Scuderia Corsa               | Christina Nielsen Alessandro Balzan Jeff Segal Robert Renauer                 | Ferrari 4,5 L V8             | C     | 701   | + 35 tours           |
| 21   | GTD       | 9   | Stevenson Motorsports        | Kenny Habul Boris Said Dion von Moltke Tristan Vautier                        | Audi R8 LMS GT3              | C     | 701   | + 35 tours           |
| 21   | GTD       | 9   | Stevenson Motorsports        | Kenny Habul Boris Said Dion von Moltke Tristan Vautier                        | Audi 5,0 L V10               | C     | 701   | + 35 tours           |
| 22   | GTD       | 23  | Team Seattle/Alex Job Racing | Ian James Mario Farnbacher Alex Riberas Wolf Henzler                          | Porsche 911 GT3 R            | C     | 700   | + 36 tours           |
| 22   | GTD       | 23  | Team Seattle/Alex Job Racing | Ian James Mario Farnbacher Alex Riberas Wolf Henzler                          | Porsche 4,0 L Flat 6         | C     | 700   | + 36 tours           |
| 23   | GTD       | 33  | Riley Motorsports            | Ben Keating Jeroen Bleekemolen Dominik Farnbacher Marc Miller                 | Dodge Viper GT3-R            | C     | 700   | + 36 tours           |
| 23   | GTD       | 33  | Riley Motorsports            | Ben Keating Jeroen Bleekemolen Dominik Farnbacher Marc Miller                 | Viper 8,4 L V10              | C     | 700   | + 36 tours           |
| 24   | GTD       | 28  | Konrad Motorsport            | Rolf Ineichen Franz Konrad Marc Basseng Lance Willsey Fabio Babini            | Lamborghini Huracán GT3      | C     | 699   | + 37 tours           |
| 24   | GTD       | 28  | Konrad Motorsport            | Rolf Ineichen Franz Konrad Marc Basseng Lance Willsey Fabio Babini            | Lamborghini 5,2 L V10        | C     | 699   | + 37 tours           |
| 25   | PC        | 52  | PR1/Mathiasen Motorsports    | Robert Alon Tom Kimber-Smith Jose Gutiérrez Nicholas Boulle                   | Oreca FLM09                  | C     | 698   | + 38 tours           |
| 25   | PC        | 52  | PR1/Mathiasen Motorsports    | Robert Alon Tom Kimber-Smith Jose Gutiérrez Nicholas Boulle                   | Chevrolet 6,2 L V8           | C     | 698   | + 38 tours           |
| 26   | GTD       | 51  | Spirit of Race               | Peter Mann Raffaele Giammaria (en) Matteo Cressoni Marco Cioci                | Ferrari 458 Italia GT3       | C     | 698   | + 38 tours           |
| 26   | GTD       | 51  | Spirit of Race               | Peter Mann Raffaele Giammaria (en) Matteo Cressoni Marco Cioci                | Ferrari 4,5 L V8             | C     | 698   | + 38 tours           |
| 27   | GTD       | 30  | Frikadelli Racing            | Klaus Abbelen Patrick Huisman Frank Stippler Sabine Schmitz Sven Müller       | Porsche 911 GT3 R (991)      | C     | 698   | + 38 tours           |
| 27   | GTD       | 30  | Frikadelli Racing            | Klaus Abbelen Patrick Huisman Frank Stippler Sabine Schmitz Sven Müller       | Porsche 4,0 L Flat 6         | C     | 698   | + 38 tours           |
| 28   | GTD       | 22  | Alex Job Racing              | David MacNeil Cooper MacNeil Leh Keen Shane van Gisbergen Gunnar Jeannette    | Porsche 911 GT3 R (991)      | C     | 695   | + 41 tours           |
| 28   | GTD       | 22  | Alex Job Racing              | David MacNeil Cooper MacNeil Leh Keen Shane van Gisbergen Gunnar Jeannette    | Porsche 4,0 L Flat 6         | C     | 695   | + 41 tours           |
| 29   | PC        | 20  | BAR1 Motorsports             | Marc Drumwright Johnny Mowlem Tomy Drissi Ricardo Vera Brendan Gaughan        | Oreca FLM09                  | C     | 693   | +43 tours            |
| 29   | PC        | 20  | BAR1 Motorsports             | Marc Drumwright Johnny Mowlem Tomy Drissi Ricardo Vera Brendan Gaughan        | Chevrolet 6,2 L V8           | C     | 693   | +43 tours            |
| 30   | GTLM      | 66  | Ford Chip Ganassi Racing     | Joey Hand Dirk Müller Sébastien Bourdais                                      | Ford GT                      | M     | 690   | + 46 tours           |
| 30   | GTLM      | 66  | Ford Chip Ganassi Racing     | Joey Hand Dirk Müller Sébastien Bourdais                                      | Ford EcoBoost 3,5 L Turbo V6 | M     | 690   | + 46 tours           |
| 31   | GTD       | 6   | Stevenson Motorsports        | Robin Liddell Andrew Davis Lawson Aschenbach Matt Bell                        | Audi R8 LMS GT3              | C     | 690   | + 46 tours           |
| 31   | GTD       | 6   | Stevenson Motorsports        | Robin Liddell Andrew Davis Lawson Aschenbach Matt Bell                        | Audi 5,0 L V10               | C     | 690   | + 46 tours           |
| 32   | GTD       | 11  | O'Gara Motorsport            | Townsend Bell Bill Sweedler Edoardo Piscopo Richard Antinucci                 | Lamborghini Huracán GT3      | C     | 687   | + 49 tours           |
| 32   | GTD       | 11  | O'Gara Motorsport            | Townsend Bell Bill Sweedler Edoardo Piscopo Richard Antinucci                 | Lamborghini 5,2 L V10        | C     | 687   | + 49 tours           |
| 33   | GTLM      | 911 | Porsche North America        | Patrick Pilet Nick Tandy Kévin Estre                                          | Porsche 911 RSR (991)        | M     | 687   | + 49 tours           |
| 33   | GTLM      | 911 | Porsche North America        | Patrick Pilet Nick Tandy Kévin Estre                                          | Porsche 4,0 L Flat-6         | M     | 687   | + 49 tours           |
| 34   | PC        | 8   | Starworks Motorsport         | Alex Popow Renger van der Zande Chris Cumming Jack Hawksworth                 | Oreca FLM09                  | C     | 685   | + 51 tours           |
| 34   | PC        | 8   | Starworks Motorsport         | Alex Popow Renger van der Zande Chris Cumming Jack Hawksworth                 | Chevrolet 6,2 L V8           | C     | 685   | + 51 tours           |
| 35   | GTD       | 48  | Paul Miller Racing           | Mirko Bortolotti Bryce Miller Bryan Sellers Madison Snow                      | Lamborghini Huracán GT3      | C     | 652   | + 84 tours           |
| 35   | GTD       | 48  | Paul Miller Racing           | Mirko Bortolotti Bryce Miller Bryan Sellers Madison Snow                      | Lamborghini 5,2 L V10        | C     | 652   | + 84 tours           |
| 36   | P         | 50  | Highway to Help              | Jim Pace Byron DeFoor David Hinton Dorsey Schroeder Thomas Gruber             | Riley MkXXVI                 | C     | 650   | + 86 tours           |
| 36   | P         | 50  | Highway to Help              | Jim Pace Byron DeFoor David Hinton Dorsey Schroeder Thomas Gruber             | Dinan-BMW 5,0 L V8           | C     | 650   | + 86 tours           |
| 37   | P         | 37  | SMP Racing                   | Maurizio Mediani Nicolas Minassian Mikhail Aleshin Kirill Ladygin             | BR Engineering BR01          | C     | 617   | + 119 tours          |
| 37   | P         | 37  | SMP Racing                   | Maurizio Mediani Nicolas Minassian Mikhail Aleshin Kirill Ladygin             | Nissan VK45DE 4,5 L V8       | C     | 617   | + 119 tours          |
| 38   | PC        | 26  | BAR1 Motorsports             | Adam Merzon Ryan Eversley Don Yount Ryan Lewis John Falb                      | Oreca FLM09                  | C     | 610   | + 126 tours          |
| 38   | PC        | 26  | BAR1 Motorsports             | Adam Merzon Ryan Eversley Don Yount Ryan Lewis John Falb                      | Chevrolet 6,2 L V8           | C     | 610   | + 126 tours          |
| 39   | GTLM      | 67  | Ford Chip Ganassi Racing     | Ryan Briscoe Richard Westbrook Stefan Mücke                                   | Ford GT                      | M     | 560   | + 176 tours          |
| 39   | GTLM      | 67  | Ford Chip Ganassi Racing     | Ryan Briscoe Richard Westbrook Stefan Mücke                                   | Ford EcoBoost 3,5 L Turbo V6 | M     | 560   | + 176 tours          |
| 40   | GTLM      | 72  | SMP Racing                   | Viktor Shaitar Andrea Bertolini Gianmaria Bruni James Calado                  | Ferrari 488 GTE              | M     | 557   | Abandon              |
| 40   | GTLM      | 72  | SMP Racing                   | Viktor Shaitar Andrea Bertolini Gianmaria Bruni James Calado                  | Ferrari F154 CB 3,9 L V8     | M     | 557   | Abandon              |
| 41   | GTD       | 73  | Park Place Motorsports       | Patrick Lindsey Matthew McMurry Jörg Bergmeister Norbert Siedler (en)         | Porsche 911 GT3 R (991)      | C     | 524   | + 212 tours          |
| 41   | GTD       | 73  | Park Place Motorsports       | Patrick Lindsey Matthew McMurry Jörg Bergmeister Norbert Siedler (en)         | Porsche 4,0 L Flat 6         | C     | 524   | + 212 tours          |
| 42   | GTD       | 16  | Change Racing                | Spencer Pumpelly Corey Lewis Justin Marks Kaz Grala                           | Lamborghini Huracán GT3      | C     | 521   | + 215 tours          |
| 42   | GTD       | 16  | Change Racing                | Spencer Pumpelly Corey Lewis Justin Marks Kaz Grala                           | Lamborghini 5,2 L V10        | C     | 521   | + 215 tours          |
| 43   | GTD       | 45  | Flying Lizard Motorsports    | Niclas Jönsson Pierre Kaffer Christopher Haase Tracy Krohn                    | Audi R8 LMS                  | C     | 513   | Abandon              |
| 43   | GTD       | 45  | Flying Lizard Motorsports    | Niclas Jönsson Pierre Kaffer Christopher Haase Tracy Krohn                    | Audi 5,0 L V10               | C     | 513   | Abandon              |
| 44   | GTD       | 007 | TRG-AMR                      | Santiago Creel Antonio Pérez Ricardo Pérez de Lara Lars Viljoen James Davison | Aston Martin Vantage GT3     | C     | 390   | Abandon              |
| 44   | GTD       | 007 | TRG-AMR                      | Santiago Creel Antonio Pérez Ricardo Pérez de Lara Lars Viljoen James Davison | Aston Martin 6,0 L V12       | C     | 390   | Abandon              |
| 45   | PC        | 38  | Performance Tech Motorsports | James French Jim Norman Josh Norman Brandon Gdovic                            | Oreca FLM09                  | C     | 385   | Abandon              |
| 45   | PC        | 38  | Performance Tech Motorsports | James French Jim Norman Josh Norman Brandon Gdovic                            | Chevrolet 6,2 L V8           | C     | 385   | Abandon              |
| 46   | GTLM      | 100 | BMW Team RLL                 | Lucas Luhr John Edwards Kuno Wittmer Graham Rahal                             | BMW M6 GTLM                  | M     | 360   | Abandon              |
| 46   | GTLM      | 100 | BMW Team RLL                 | Lucas Luhr John Edwards Kuno Wittmer Graham Rahal                             | BMW 4,4 L Turbo V8           | M     | 360   | Abandon              |
| 47   | GTD       | 21  | Konrad Motorsport            | Emanuele Busnelli Jim Michaelian Joseph Toussaint Lance Willsey               | Lamborghini Huracán GT3      | C     | 356   | Abandon              |
| 47   | GTD       | 21  | Konrad Motorsport            | Emanuele Busnelli Jim Michaelian Joseph Toussaint Lance Willsey               | Lamborghini 5,2 L V10        | C     | 356   | Abandon              |
| 48   | GTD       | 96  | Turner Motorsport            | Bret Curtis Jens Klingmann Ashley Freiberg (en) Marco Wittmann                | BMW M6 GT3                   | C     | 628   | + 108 tours          |
| 48   | GTD       | 96  | Turner Motorsport            | Bret Curtis Jens Klingmann Ashley Freiberg (en) Marco Wittmann                | BMW 4,4 L Turbo V8           | C     | 628   | + 108 tours          |
| 49   | P         | 55  | Mazda Motorsports            | Jonathan Bomarito Tristan Nunez Spencer Pigot                                 | Lola B08/80                  | C     | 327   | Abandon              |
| 49   | P         | 55  | Mazda Motorsports            | Jonathan Bomarito Tristan Nunez Spencer Pigot                                 | Mazda MZ-2.0T 2,0 L I4 Turbo | C     | 327   | Abandon              |
| 50   | P         | 60  | Michael Shank Racing         | John Pew Oswaldo Negri Jr. A. J. Allmendinger Olivier Pla                     | Ligier JS P2                 | C     | 285   | Abandon              |
| 50   | P         | 60  | Michael Shank Racing         | John Pew Oswaldo Negri Jr. A. J. Allmendinger Olivier Pla                     | Honda HR35TT 3.5 Turbo V6    | C     | 285   | Abandon              |
| 51   | PC        | 88  | Starworks Motorsport         | Mark Kvamme Sean Johnston Maro Engel Felix Rosenqvist                         | Oreca FLM09                  | C     | 179   | Abandon              |
| 51   | PC        | 88  | Starworks Motorsport         | Mark Kvamme Sean Johnston Maro Engel Felix Rosenqvist                         | Chevrolet 6,2 L V8           | C     | 179   | Abandon              |
| 52   | PC        | 54  | CORE Autosport               | Jon Bennett Colin Braun Mark Wilkins Martin Plowman                           | Oreca FLM09                  | C     | 160   | Abandon              |
| 52   | PC        | 54  | CORE Autosport               | Jon Bennett Colin Braun Mark Wilkins Martin Plowman                           | Chevrolet 6,2 L V8           | C     | 160   | Abandon              |
| 53   | P         | 0   | Panoz DeltaWing Racing       | Katherine Legge Sean Rayhall Andy Meyrick Andreas Wirth (en)                  | DeltaWing DWC13              | C     | 119   | Abandon              |
| 53   | P         | 0   | Panoz DeltaWing Racing       | Katherine Legge Sean Rayhall Andy Meyrick Andreas Wirth (en)                  | Élan 1,9 L Turbo I4          | C     | 119   | Abandon              |
| 54   | P         | 70  | Mazda Motorsports            | Joel Miller Tom Long Ben Devlin                                               | Lola B08/80                  | C     | 11    | Abandon              |
| 54   | P         | 70  | Mazda Motorsports            | Joel Miller Tom Long Ben Devlin                                               | Mazda MZ-2.0T 2,0 L I4 Turbo | C     | 11    | Abandon              |